# ТЕС Luiz Oscar Rodrigues de Melo
19°32′3″ пд. ш. 39°48′4″ зх. д. / 19.53417° пд. ш. 39.80111° зх. д.
ТЕС Luiz Oscar Rodrigues de Melo  – теплова електростанція на сході Бразилії у штаті Еспіриту-Санту. Відома також як ТЕС Linhares.
У 2010 році на майданчику станції ввели в експлуатацію 24 генераторні установки на основі двигунів внутрішнього згоряння Wärtsilä 20V34SG загальною потужністю 205 МВт. 
Як паливо станція споживає природний газ, котрий надходить із газопроводу Какімбас – Віторія.
Видача продукції відбувається по ЛЕП, розрахованій на роботу під напругою 138 кВ.